# Alfons II (król Neapolu)
Alfons II (ur. 4 listopada 1448, zm. 18 grudnia 1495) – król Neapolu od 1494 roku do śmierci. Do czasu wstąpienia na tron neapolitański po śmierci ojca nosił tytuł księcia Kalabrii. Ojciec Izabeli Aragońskiej, matki polskiej królowej Bony.

## Życiorys
Alfons urodził się w neapolskim Castel dell’Ovo jako najstarsze dziecko Ferdynanda I i jego pierwszej żony Izabeli de Clermont, najmłodszej córki Tristana de Clermont, hrabiego Copertino i Katarzyny Del Balzo Orsini. Był kuzynem zarówno Ferdynanda II, króla Aragonii jak i jego żony Izabeli I, królowej Kastylii – Katolickich Królów Hiszpanii. Jego nauczycielem był słynny humanista Giovanni Pontano, którego rozprawa O splendorze monarszym opisywała na przykładzie Alfonsa cnoty i maniery renesansowego księcia.
Po śmierci swojej matki Izabeli de Clermont w 1465 roku Alfons odziedziczył po niej przysługujące jej prawa dynastyczne, w tym do tytułowania się królem Jerozolimy.
Kiedy w 1463 zmarł cioteczny dziadek Alfonsa Giovanni Antonio del Balzo Orsini, książę Tarentu zmarł, to właśnie Alfons odziedziczył jego ziemie. Młody książę był uzdolnionym i odpowiedzialnym dowódcą - pomógł swojemu ojcu w czasie buntu baronów w 1485 roku i często bronił terytorium królestwa przed zakusami Państwa Kościelnego. Jako kondotier brał udział w najważniejszych potyczkach stulecia, między innymi spisku Pazzich w latach (1478–1480) i wojnie o Ferrarę (w latach 1482–1484).
Rządy Alfonsa II były krótkie - kiedy zmarł jego ojciec finanse królestwa były w opłakanym stanie, poza tym z Francji do Włoch na czele zbrojnej wyprawy wyruszył Karol VIII (na zaproszenie Ludwika il Moro, księcia Mediolanu mającego wówczas zatarg z Neapolem), który podniósł swoje roszczenia dynastyczne do Neapolu i należącego do Alfonsa II tytułu króla Jerozolimy.
Karol VIII dotarł do Włoch we wrześniu 1494 roku. Alfons II zabiegał o poparcie papieża Aleksandra VI, który chciał wykorzystać do wyparcia Turków z półwyspu. Papież koronował Alfonsa II na króla Sycyli i napisał list do króla Francji w obronie swojego lennika (Neapol był lennem papieskim).
Jednakże Karol VIII nie odpowiedział na papieski list. Alfons II wysłał pod dowództwem swojego brata Fryderyka flotę złożoną z sił republiki florenckiej i królestwa neapolitańskiego. Po dotkliwej porażce Alfons II przerażony złowieszczymi snami abdykował na rzecz swojego syna Ferdynanda i wstąpił do zakonu w sycylijskiej Messynie, gdzie zmarł w rok później.

## Mecenat kulturalny
Jako następca tronu Alfons był jednym z największych propagatorów renesansowych idei na dworze ojca. Jednym z objawów zainteresowań księcia były jego inspirowane antykiem wille La Duchessa i Poggio Reale pod Neapolem, w których zatrzymał się Karol VIII w czasie podboju królestwa w 1495 i które były opisywane przez jego kronikarzy jako „kawałki raju na ziemi”.
Według Vasariego nad freskami wilii Poggio Reale pracował Giuliano da Maiano, którego dzieła nie przetrwały do naszych czasów. Nad wystrojem willi pracowali również Pietro del Donzello i Ippolito del Donzello, którzy pokryli swoimi freskami inspirowanymi włoską roślinnością większość ścian i sufitów. W La Duchessie tworzył Sebastiano Serlio, którego wyidealizowane przedstawienia mitologicznych postaci stały się sławne na całą Europę i którego arkadowe balkony stały po wszystkich czterech stronach willi.

## Małżeństwa i dzieci
Podobnie jak ojciec Alfons II dwukrotnie wszedł w związki małżeńskie - po raz pierwszy z Hipolitą Marią Sforza, którą poślubił 10 października 1465 w Mediolanie, a po raz drugi ze swoją neapolitańską kochanką Trogią Gazzela.
Z Hipolitą Marią Sforza miał dwoje dzieci:
- Ferdynand II (ur. 26 sierpnia 1469, zm. październik1496), następny król Neapolu i mąż swojej ciotki Joanny Aragońskiej
- Izabela Aragońska (ur. 2 października 1470, zm. 11 lutego 1524), księżna Bari i żona swojego kuzyna Gian Galeazza Sforzę, księcia Mediolanu, z którym miała troje dzieci w tym Bonę Sforzę (ur. 13 lutego 1495, zm. 31 grudnia 1558), żonę Zygmunta I Starego. króla Polski, z którym miała sześcioro dzieci.
- Piotr (ur. 31 marca 1472, zm. 17 lutego 1491), ksiażę Rossano

I dwoje nieślubnych z Trogią Gazzela:
- Sancha Aragońska (ur. 1478, zm. 1506)
- Alfons Aragoński (ur. 1481, zm. 1500), książę Bisceglie i Salerno

## Alfons II w kulturze masowej
- W serialu stacji Showtime Rodzina Borgiów, gdzie zagrał go Augustus Prew. Postać króla Neapolu została przedstawiona w sposób niezgodny z prawdą historyczną – jest o wiele młodszy niż był w roku, w którym dzieje się akcja serialu, poza tym jest przedstawiony jako brat swojej nieślubnej córki Sanchy
- W serialu stacji Starz Demony da Vinci, gdzie zagrał go Kieran Bew – został przedstawiony jako sadystyczny wojownik zazdrosny o Wawrzyńca Wspaniałego